# 沃夫昌西克 (亞基米夫卡區)
46°34′35″N 35°6′7″E / 46.57639°N 35.10194°E
沃夫昌西克（烏克蘭語：Вовчанське）是位於烏克蘭東南部的村莊，由扎波羅熱州梅利托波爾區的亞基米夫卡市鎮負責管轄。該村始建於1861年，面積1.86平方公里，海拔高度7米，2001年人口881，人口密度每平方公里473.7人。